# Bailiados comuns

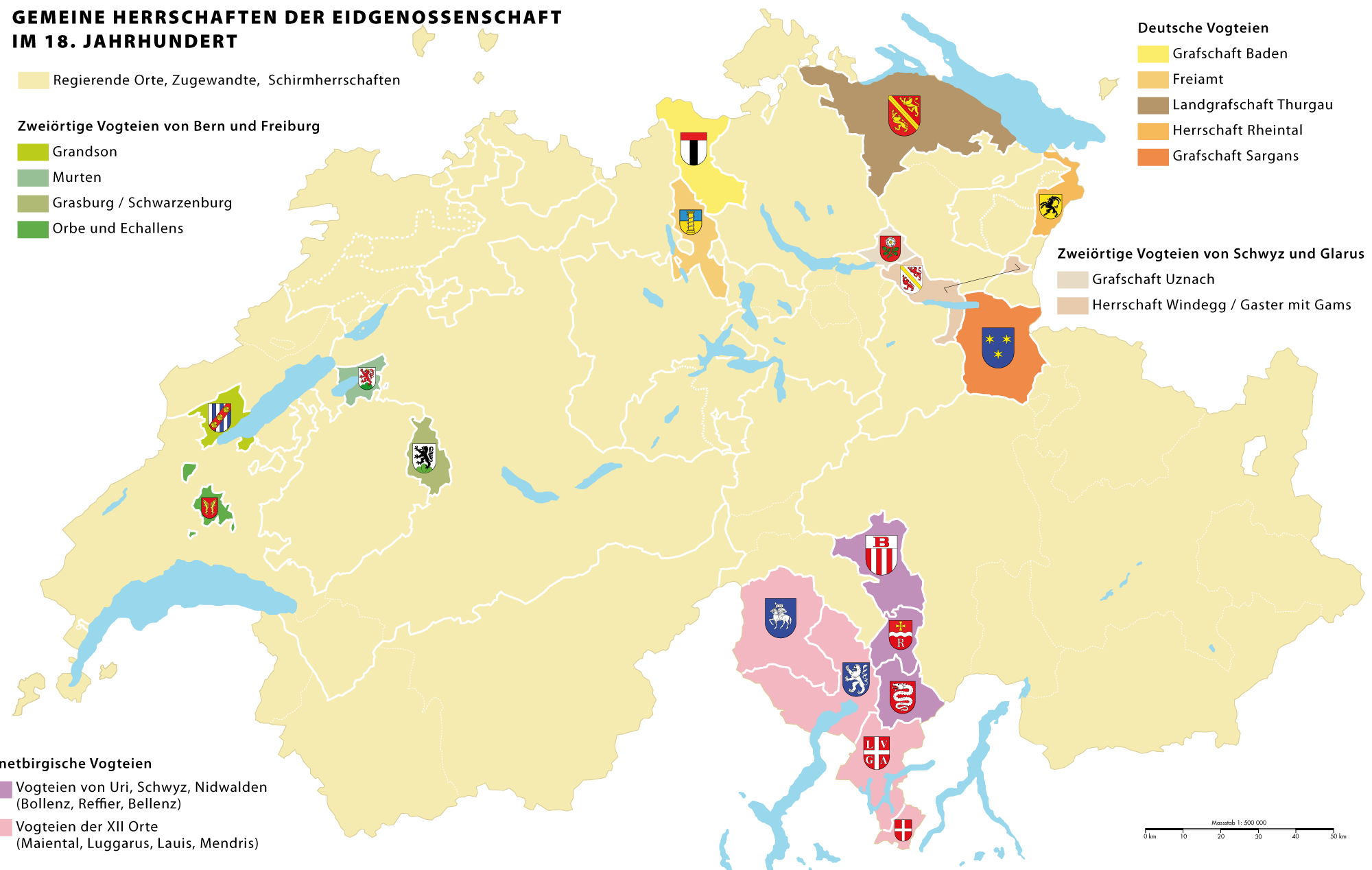
Mapa da antiga Confederação mostrando os vários bailiados comuns no século XVIII.

Os bailiados comuns (em alemão: Gemeine Herrschaften) existiam, na Antiga Confederação Suíça antes de 1798, e eram regiões administradas conjuntamente por vários Cantões.